# Thomas Friz

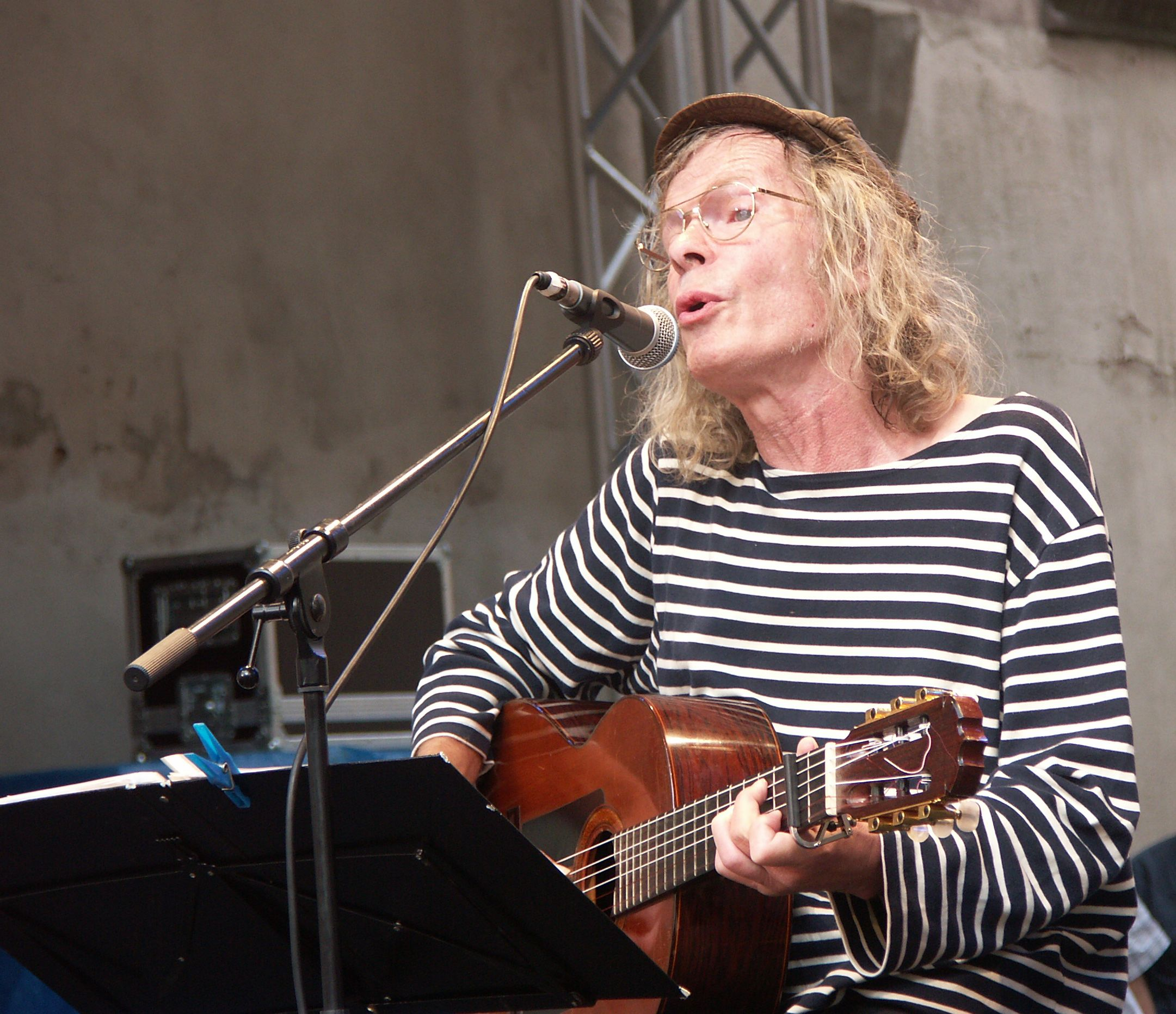
Thomas Friz 2008 beim „Bardentreffen“ in Nürnberg

Thomas Friz (* 5. März 1950 in Stuttgart; † 29. August 2023 in Göppingen) war ein deutscher Musiker.

## Leben
Thomas Friz sang bereits als Kind, zehn Jahre war er Mitglied der Stuttgarter Hymnus-Chorknaben.
Dort sang er u. a. die Matthäus-Passion und die Motetten von Johann Sebastian Bach, vorwiegend geistliche Musik und erhielt eine solide Stimmbildung. Er nahm Unterricht für Querflöte, erlernte weitere Instrumente, darunter auch das Gitarrenspiel.
Seine musikalische Karriere begann 1971 mit kleinen Solotourneen durch Deutschland, Österreich und die Schweiz. Von 1974 bis 1986 musizierte er mit Erich Schmeckenbecher als Duo unter dem Namen Zupfgeigenhansel (benannt nach dem Wandervogel-Liederbuch Der Zupfgeigenhansl von Hans Breuer). 1978 wurden sie als Künstler des Jahres von der Deutschen Phono-Akademie ausgezeichnet. Anschließend war er mit jiddischen und deutschen Volksliederprogrammen wieder solo aktiv.

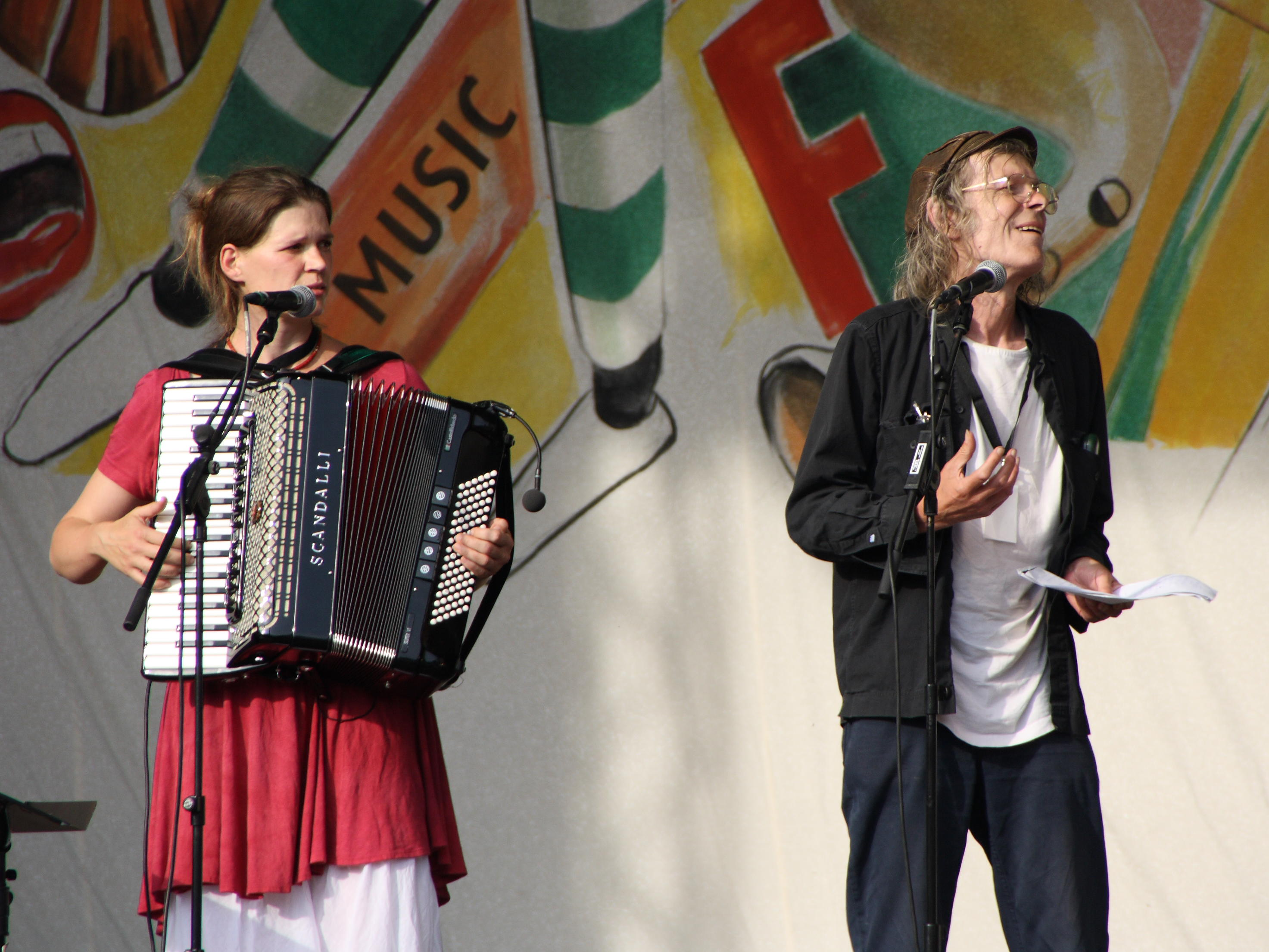
Thomas Friz und Henrike Jähme von der Gruppe Pankraz beim TFF.Rudolstadt, 2009

1986 präsentierte Thomas Friz zusammen mit dem Gitarristen Gerhard Graf-Martinez sein Programm mit jiddischen Liedern und Texten, weitere Programme folgten, ebenso Filme und Rundfunkfeatures. 1992 feierte er 20 Jahre Liederleben auf den Bühnen, 1993 stellte er sein Kirchenprogramm Ich steh an deiner Krippen hier vor. Mit Volksliedern, Oster- und Passionsprogrammen, mit Widerstandsliedern und mit jiddischen Liedern und Texten ist Thomas Friz auf Tonträgern wie auf der Bühne zu hören. Zu seinen Vertonungen gehören u. a. Texte von Theodor Kramer, Heinrich Hoffmann von Fallersleben und Kurt Tucholsky. In Zusammenarbeit mit Ingvo Clauder entstand 2001 das Album Endlich, bei dem erstmals nicht die Gitarre, sondern das Klavier als Begleitinstrument im Vordergrund steht.
Im Januar 1994 war er in Göppingen von rechtsradikalen Skinheads so brutal zusammengeschlagen worden, dass er danach erst mühsam wieder lernen musste, die Hand so zu bewegen, um wieder Gitarre spielen zu können. Infolge seines Alkoholmissbrauchs war auch seine Stimme schwer in Mitleidenschaft genommen. 1996 kam bei Pläne seine CD Lieb Heimatland, Ade heraus, 2001 bei Conträr Musik seine CD Endlich. 2008 erschien unter Mitwirkung des Dresdner Quartetts Pankraz wieder eine CD von ihm mit Liedern und Texten von verfolgten Dichtern der NS-Diktatur, ebenfalls bei Conträr Musik. 2006 erhielt Thomas Friz einen Schallplattenpreis von der Akademie Charles Cros in Paris für eine 2 CD-Produktion Seeds of Peace mit internationalen Folkmusikern aus Belgien, Frankreich und Großbritannien Comp de Cent.
Zum 50-jährigen Bandjubiläum im Jahr 2022 arbeitete er wieder mit Erich Schmeckenbecher zusammen und veröffentlichte die 3CD Box Miteinander: 50 Jahre – 70 Lieder.
Am 29. August 2023 verstarb Thomas Friz nach einem Herzinfarkt im Alter von 73 Jahren in Göppingen.

## Diskografie
- Ich Steh An Deiner Krippen (1995) mit Klaus Wuckelt
- Lieb Heimatland, Ade (1996) mit Colin Weavill, Paul Harriman, Alex Papavergou, Martin Schrack
- Endlich (Conträr Musik 80545-2) (2001) mit Ingvo Clauder
- Lomir Ale Singen (2002) mit Gerhard Graf-Martinez, Mic Oechsner, Christos Ziguras, Sigi Busch
- Wilde Schwäne (2002)
- Freue dich, Christkind kommt bald (2003) mit dem Kinderchor Cantilen (Hamburgische Staatsoper), Kaline Mütze, Jean Kleeb, Thomas Woitschek, Ulrike Schimpf, Elke Saller, Volker Hamel, Johannes Treml, Freddy Becker
- Ein Lichtlein brennt (2008) mit Rolf Nagel, Ulrich Maske, dem Kinderchor Cantilene (Hamburgische Staatsoper), Neuer Knabenchor Hamburg
- Thomas Friz und Pankraz (Conträr Musik) (2008)